# 奥瀬寿子
奥瀬寿子（おくせ ひさこ、1935年頃 - ）は、1958年のミス・ワールド・ジャパン。

## 経歴
1935年頃、生まれる。
1958年6月7日、渋谷区千駄ヶ谷の東京都体育館（現・東京体育館）で開催された“ミスコンの日本代表を選ぶ大会”に青森県代表として出場。当時23歳。全国48名の美女のなかからミス・ワールド・ジャパンに選ばれる

。
「八頭身美人」以来装粧品業界では両ミスコンに対する関心は高まり、特色ある賞品を贈って協賛の意を示す業者も多い（装粧品も美女とともに舞台に上がり注目される）。1958年6月18日、ミス・ユニバース・ジャパンの森武知子とともにジョリイ本舗東京工芸株式会社を訪問。金子社長夫妻と懇談。金子夫人からは欧米諸国のエチケットなどをレクチャーされた。6月19日、ボン本舗桑村装身具を訪問。同社ショールームを参観、この夏のアクセサリーについて聞く。6月20日、中村アクセサリーを訪問
。6月28日、ミス・ユニバース・ジャパン、ミス・ワールド・ジャパン、ミス・サンケイなど6人の美女が株式会社小松原商会を訪問した。福沢社長と記念撮影、記念品の贈呈などが行われた。
1958年10月8日、決勝の地ロンドンで交通事故に遭い、肩に打撲を負う。入院するがすぐに退院した。
10月13日の決勝ではTop12に残れず、入賞はかなわなかった。